# حمد الخروصي
حمد بن عبد الله بن مبارك الخروصي (1976-2015) الملقب بـ «شاعر الشباب» و«شاعر الوطن» شاعر شعبي عماني وطني ولد عام 1976م في ولاية السويق بمحافظة الباطنة في سلطنة عمان ويعتبر أحد الأسماء البارزة شعريا في عمان والخليج، حيث يشغل منصب نائب رئيس مجلس الشعر الشعبي العماني، وهو مدرس في الكلية التقنية قسم الهندسة في سلطنة عمان. إضافة إلى عضويته في البرنامج الشعري «البيت» كمحكم شعري.

## نشاته
عاش حمد مع أسرة متوسطة الدخل مثله كمثل عامة الشعب العماني في قرية الصبيخي التي اتم فيها تعليمه، وقد تخرج في سنة 1997 من الكلية التقنية بالمصنعة بشهادة دبلوم في الكهروميكانيكا.

## بدايته وقصائده
بدأت علاقته بالشعر من خلال ولعه بالشعر العربي في مراحل الدراسة، حيث نشر كتاباته في الصحف ومواقع التواصل الاجتماعي، لحمد قصائد كثيرة منها هذيان ما بعد الطفولة، الباطنة.. يا أمنا العانس، كيف يذبحها وهو محبوبها؟، الربع الخالي، يوم شبت في صحار، كذا عـــرسـك؟، الكند، يطيح من السماء جلباب، وما جيت.
أسهم حمد الخروصي في تأسيس مجلة «وهج الشعرية»، وتعتبر أول مجلة عمانية تهتم بالشعر الشعبي، وانقطع فترة عن الساحة الشعرية، وعاد إدراجه عبر «برنامج البيت» الذي ينتجه مركز حمدان بن محمد لإحياء التراث في دبي.

## مواقفه الوطنية
تناول حمد الخروصي في قصائده قضايا إنسانية عديدة تتناول موضوع الفقر والغربة، وانتشرت قصائده «يوم شبت في صحار» التي ألقاها في ساحات الاحتجاجات الربيع العربي في صحار 2011 التي كانت تعبر عن قضايا الشباب.
تعرض حمد الخروصي للمحاكمة في 2012 بسبب قصائده التي تناولت موضوعات سياسية واجتماعية، وخرج بعفو من السلطان قابوس بن سعيد[بحاجة لمصدر].

## وفاته
غيّب الموت الشاعر حمد الخروصي إثر نوبة قلبية تعرض لها في سويسرا، التي يزورها ضمن جولة أوروبية، وقد وارى الثرى في مسقط رأسه بقرية الصبيخي في السويق.

## روابط خارجية
- مدونة الشاعر
- مجلة نزوى
- يوم شبت في ولاية صحار
- يوم شبت في ولاية صحار